# Free (canção de Natalia Kills)
"Free" é uma canção da cantora inglesa Natalia Kills contida no seu álbum de estreia, Perfectionist (2011). Foi composta por Kills, Scott Mescudi, Dion Wilson e Jeff Bhasker, com produção do último. Para a sua versão como o terceiro single do disco, foi distribuída com a participação do músico will.i.am em 28 de junho de 2011.
Uma faixa de synthpop e power pop com extratos de "Wuthering Heights", de Kate Bush, tem em sua letra descrito o período quando a artista não tinha dinheiro, mas mesmo assim sentia-se feliz. A sua recepção foi positiva, embora tenha notado a aparição de will.i.am desnecessária. O seu vídeo inspirado em uma sessão fotográfica de moda é uma homenagem ao consumismo exagerado. "Free" entrou em tabelas musicais da Áustria, da Alemanha, da Eslováquia e das regiões belgas Valônia e Flandres nos quarto, 11.°, 17.°, 19.° e 20.° lugares, respectivamente.

## Antecedentes e composição
Natalia Kills revelou que compôs "Free" quando trabalhava como garçonete, mas estava sem dinheiro e procurava por uma maneira de pagar o aluguel de seu apartamento, embora estivesse feliz e comentou: "Quando eu saía, me sentia incrível e queria que todos soubessem que estilo não está relacionado com a quantidade de dinheiro que você ganha ou onde faz compras. Nós deveríamos estar livres de nossas posses e não deixar coisas materiais nos possuirem ou afetarem a nossa felicidade."
É uma faixa de synthpop de que contém extratos de "Wuthering Heights", de Kate Bush. A sua letra refere-se à falta de dinheiro da cantora, a qual "gaba-se descaradamente" de sua situação na canção, considerada um "hino de power pop inspirador".

## Recepção crítica
Lewis Corner, do portal Digital Spy, deu quatro estrelas de cinco à faixa e foi positivo em relação a sua produção, considerada cativante, e por estar em nível de canções contemporâneas. Todavia, criticou a participação de will.i.am e a sua distribuição, acompanhada de um "vídeo controverso", por ter sido "cuidadosamente planejada".

## Vídeo musical

A mensagem de gastar dinheiro exageradamente é expressa no vídeo, incluindo na cena onde Kills aparece em uma caixa cheia de notas.

O vídeo de "Free" foi lançado em 4 de julho de 2011. Quando perguntada sobre a sua inspiração, Natalia Kills disse ter sido "uma sessão de fotos da Vogue... em ácido". A gravação sem um roteiro muito elaborado é uma homenagem ao consumismo excessivo e foi feita em sua maioria com um plano de fundo branco.
Começa com Kills sentada em uma televisão que apresenta will.i.am fazendo rap com seus versos. Após, cenas da cantora dançando em uma motocicleta e dentro de uma caixa de vidro cheia de dinheiro são mostradas, incluindo a qual ela aparece com o seu cabelo "inspirado em Cleópatra" pegando fogo enquanto segura uma braçada de notas. Momentos em que Kills maneja uma motosserra e imagens intercaladas de will.i.am em preto e branco também aparecem na gravação; mensagens como "Você é o que veste", "Dinheiro é tudo" e "Você pode comprar felicidade" também são disponíveis no vídeo. A troca de roupas de alta-costura da artista foi notada, que envolve um terno preto de látex, uma longa saia com um sutiã e compridos sapatos de striptease.
Uma nova versão do vídeo será exibida em televisões da marca Panasonic através da tecnologia em imagem 3D com o modelo VIERA 3D. A exposição terá início em outubro em lojas mundiais.

## Lista de faixas
| Download digital |                        |         |  |
| N.º              | Título                 | Duração |  |
| 1.               | "Free" (com will.i.am) | 4:29    |  |

| CD single |                                                     |         |  |
| N.º       | Título                                              | Duração |  |
| 1.        | "Free" (com will.i.am) (edição de rádio)            | 4:15    |  |
| 2.        | "Free" (com will.i.am) (The Bimbo Jones Radio Edit) | 3:52    |  |

| Extended play (EP) digital |                                                     |         |  |
| N.º                        | Título                                              | Duração |  |
| 1.                         | "Free" (com will.i.am)                              | 4:29    |  |
| 2.                         | "Free"                                              | 3:57    |  |
| 3.                         | "Free" (com will.i.am) (Moto Blanco Club Mix)       | 7:34    |  |
| 4.                         | "Free" (com will.i.am) (The Bimbo Jones Radio Edit) | 3:50    |  |

## Desempenho nas tabelas musicais
| Tabela (2011)                 | Melhor posição |
| ----------------------------- | -------------- |
| Alemanha (Media Control AG)   | 17             |
| Bélgica (Flandres) (Ultratip) | 20             |
| Bélgica (Valônia) (Ultratip)  | 19             |
| Eslováquia (IFPI)             | 11             |
| Países Baixos (MegaCharts)    | 96             |
| Chéquia (IFPI)                | 50             |
| Áustria (Ö3 Austria Top 40)   | 4              |